# Cochemiea armillata
Cochemiea armillata ist eine Pflanzenart aus der Gattung Cochemiea in der Familie der Kakteengewächse (Cactaceae). Das Artepitheton armillata stammt aus dem Lateinischen, bedeutet ‚mit Spangen geschmückt‘ und verweist auf die Bedornung der Art.

## Beschreibung
Cochemiea armillata wächst zunächst einzeln später auch Gruppen bildend. Die einzelnen Pflanzenkörper sind schlank, zylindrisch und werden bis zu 30 Zentimeter hoch und 4 bis 5 Zentimeter im Durchmesser groß. Die blau-grünen Warzen sind konisch bis zylindrisch geformt, fest und ohne Milchsaft. Die Axillen sind mit Wolle und Borsten besetzt. Die 1 bis 4 Mitteldornen sind kräftig, gelblich-grau, im Alter dunkler. Sie sind 1 bis 2 Zentimeter lang; teils gehakt. Die ineinander greifenden 9 bis 15 Randdornen sind weißlich, dünn und borstenartig gerade und werden 0,7 bis 1,2 Zentimeter lang.
Die Blüten sind trichterig rosa-cremegelb. Sie werden bis zu 2 Zentimeter lang und ebenso im Durchmesser groß. Die Früchte sind keulig rot. Sie enthalten schwarze Samen.

## Verbreitung, Systematik und Gefährdung
Cochemiea armillata ist im mexikanischen Bundesstaat Baja California Sur verbreitet.
Die Erstbeschreibung als Mammillaria armillata erfolgte 1900 durch Mary Katharine Brandegee. Peter B. Breslin und Lucas C. Majure stellten die Art 2021 in die Gattung Cochemiea. Weitere nomenklatorische Synonyme sind Neomammillaria armillata (K.Brandegee) Britton & Rose (1923), Chilita armillata (K.Brandegee) Orcutt (1926), Ebnerella armillata (K.Brandegee) Buxb. (1951), Mammillaria dioica var. armillata (K.Brandegee) Neutel. (1986) und Bartschella armillata (K.Brandegee) Doweld (2000).
In der Roten Liste gefährdeter Arten der IUCN wird die Art als „Vulnerable (VU)“, d. h. als gefährdet geführt.

## Nachweise